# 美洲人權公約

美洲人權公約，也被称为圣何塞公约，是美洲國家組織關於促進人權的國際公約。
负责监督美洲人权公约遵守情况的机构是美洲人权委员会和美洲人权法院，这两个机构都是美洲国家组织的机构。

## 美洲法院的解释
美洲法院对《美洲公约》进行了广泛的解释。它根据亲人原则以进化的方式并利用其他条约和软法对其进行解释。结果是，在实践中，美洲法院修改了美洲公约的内容。

## 批准
截至2020年，美洲国家组织35个成员国中有25个已批准该公约，随后有两个成员国宣布退出公约，两个成员国中的一个国家反复批准，留下24个活跃缔约方。

## 締約方列表
| 国家           | 批准日期                     | 第一附加议定书      | 死刑附加议定书      | 告发               |
| -------------- | ---------------------------- | ------------------- | ------------------- | ------------------ |
| 阿根廷         | 1984 年 8 月 14 日           | 2003 年 6 月 30 日  | 2008 年 6 月 18 日  |                    |
|                | 1981 年 12 月 5 日           |                     |                     |                    |
| 玻利维亚       | 1979 年 6 月 20 日           | 2006 年 7 月 12 日  |                     |                    |
| 巴西           | 1992 年 7 月 9 日            | 1996 年 8 月 8 日   | 1996年7月31日       |                    |
| 智利           | 1990 年 8 月 8 日            |                     | 2008 年 8 月 4 日   |                    |
| 哥伦比亚       | 1973 年 5 月 28 日           | 1997 年 10 月 10 日 |                     |                    |
|                | 1970 年 3 月 2 日            | 1999 年 9 月 9 日   | 1998 年 3 月 30 日  |                    |
| 多米尼克       | 1993 年 6 月 3 日            |                     |                     |                    |
|                | 1978 年 1 月 21 日           |                     | 2011 年 1 月 27 日  |                    |
|                | 1997 年 12 月 8 日           | 1993 年 2 月 2 日   | 1998 年 2 月 5 日   |                    |
| 薩爾瓦多       | 1978 年 6 月 20 日           | 1995 年 5 月 4 日   |                     |                    |
| 格瑞那達       | 1978 年 7 月 14 日           |                     |                     |                    |
|                | 1978 年 4 月 27 日           | 2000 年 5 月 30 日  |                     |                    |
| 海地           | 1977 年 9 月 14 日           |                     |                     |                    |
|                | 1977 年 9 月 5 日            | 2011 年 9 月 14 日  | 2011 年 11 月 10 日 |                    |
| 牙买加         | 1978 年 7 月 19 日           |                     |                     |                    |
| 墨西哥         | 1981 年 3 月 2 日            | 1996 年 3 月 8 日   | 2007 年 6 月 28 日  |                    |
| 尼加拉瓜       | 1979 年 9 月 25 日           | 2009 年 12 月 15 日 | 1999 年 3 月 24 日  |                    |
| 巴拿马         | 1978 年 5 月 8 日            | 1992 年 10 月 28 日 | 1991 年 6 月 27 日  |                    |
| 巴拉圭         | 1989 年 8 月 18 日           | 1997 年 5 月 28 日  | 2000 年 10 月 31 日 |                    |
| 秘魯           | 1978 年 7 月 12 日           | 1995 年 5 月 17 日  |                     |                    |
| 苏里南         | 1987 年 12 月 12 日          | 1990 年 2 月 28 日  |                     |                    |
| 千里達及托巴哥 | 1991 年 4 月 4 日            |                     |                     | 1998 年 5 月 26 日 |
| 乌拉圭         | 1985 年 3 月 26 日           | 1995年12月21日      | 1994 年 2 月 8 日   |                    |
| 委內瑞拉       | 1977年6月23日，2019年7月31日 |                     | 1992 年 8 月 24 日  | 2012 年 9 月 10 日 |

## 加入情況
特立尼达和多巴哥于 1998 年 5 月 26 日（1999 年 5 月 26 日生效）就死刑问题宣布退出该公约。委内瑞拉于 2012 年 9 月 10 日谴责该公约，指责美洲法院和委员会通过干涉其内政来破坏其政府的稳定。该机构的必要改革受阻。因此，今后将加强与联合国人权理事会的合作。 根据 ACHR 第 78 条，退约在宣布一年后生效。它们不会免除缔约国因在退出生效日期之前发生的行为而承担的义务。2019年，委内瑞拉臨時總統胡安·瓜伊多重新批准了该公约，但早前退出條約的尼古拉斯·马杜罗政府仍為實際掌權者。

该条约对所有美洲国家组织成员国开放，但迄今为止该公约尚未得到加拿大以及英语的加勒比国家的批准；美国于 1977 年签署了该公约，但尚未进行批准。加拿大曾经认真考虑过批准，但决定反对，尽管原则上支持这样的条约。ACHR 主要由拉丁美洲的主要罗马天主教国家起草，包含反堕胎条款，特别是第 4.1 条：
每个人都有权利让自己的生命受到尊重。这项权利应受法律保护，一般而言，从受孕那一刻起。不得任意剥夺任何人的生命。
这与目前加拿大堕胎的合法性相冲突。尽管加拿大可以在对堕胎作出保留的情况下批准该公约（墨西哥也是如此），但这与加拿大明确反对对人权条约作出保留的立场相矛盾。另一种解决方案是其他国家取消反堕胎规定，但由于这些国家强烈反对堕胎，这不太可能发生。